# Stephanie De Croock
Pour les articles homonymes, voir De Croock.
Stephanie De Croock, née le 3 avril 1979 à Termonde (Dendermonde), en Belgique, est une athlète belge.
Ses disciplines de prédilection sont la course d'obstacles et le cross-country. Elle a été deux fois championne de Belgique dans cette discipline.